# Wincenty Pezacki
Wincenty Pezacki (ur. 16 stycznia 1914 w Kcyni, zm. 21 kwietnia 2008 w Poznaniu) – polski technolog przetwórstwa mięsa, profesor Politechniki Łódzkiej oraz Wyższej Szkoły Rolniczej w Poznaniu. Został pochowany na cmentarzu św. Jana Vianneya w Poznaniu (kw. św. Barbary-rząd 17-grób 4).

## Edukacja
W 1938 roku ukończył studia weterynaryjne na Uniwersytecie Warszawskim, po czym podjął pracę naukowo-badawczą w Katedrze Higieny Środków Żywnościowych
UW. W 1946 roku uzyskał stopień naukowy doktora na Uniwersytecie im. Marii Curie-Skłodowskiej w Lublinie.
W 1946 roku wznowił pracę naukowo-dydaktyczną, początkowo w Wyższej Szkole Gospodarstwa Wiejskiego w Łodzi, gdzie zorganizował specjalizację technologia mięsa, a następnie w Politechnice Łódzkiej i w Akademii Rolniczej w Poznaniu.
W 1956 roku został profesorem nadzwyczajnym, a 1968 roku profesorem zwyczajnym. W latach 1950–1953 pełnił funkcję prodziekana Wydziału Chemii Spożywczej Politechniki Łódzkiej. W latach 1961–1969 był prorektorem Wyższej Szkoły Rolniczej w Poznaniu.

## Dziedzina badań
Przedmiotem jego działalności naukowo-badawczej była technologia surowców rzeźnych, w tym biochemia, mikrobiologia i technologia surowych wędlin, a także historia polskiej kultury materialnej w zakresie przetwarzania surowców rzeźnych. Autor i współautor 412 publikacji w języku polskim i 6 w językach obcych (w tym w języku japońskim). Napisał 2 skrypty oraz 16 podręczników dla studentów, 13 druków zwartych innego typu, 156 komunikatów naukowych z zakresu technologii żywności, 35 komunikatów naukowych z zakresu historii przetwarzania jednej grupy (surowców żywnościowych), 85 publikacji naukowych i 97 publikacji popularnonaukowych i 5 zastrzeżeń patentowych. Pod jego redakcją naukową i współudziale autorskim została wydana pierwsza, kompleksowa, trzytomowa historia gospodarki mięsnej w Polsce. Wypromował 20 doktorów. 10 jego uczniów uzyskało stopień doktora habilitowanego, z tego siedmiu ma tytuły profesorskie.

## Osiągnięcia naukowe
Przez ponad 25 lat prowadził wykłady jako visiting professor na Uniwersytecie Humboldta w Berlinie. Zorganizował trzecie w skali świata, polskie Muzeum Przemysłu Mięsnego w Sielinku koło Opalenicy, gdzie zgromadzono wiele zabytków kultury technicznej. Był prezesem fundacji „Chrońmy przed zapomnieniem”.

W 1987 roku otrzymał tytuł doktora honoris causa Akademii Rolniczej w Poznaniu, a w 1995 roku Akademii Rolniczej we Wrocławiu. Sześć instytucji względnie organizacji nadało mu tytuł honorowego członka, kilkanaście innych tytuł zasłużonego. Odznaczony m.in. Krzyżem Oficerskim Orderu Odrodzenia Polski, Order Sztandaru Pracy, laureat siedmiu nagród naukowych Ministra Nauki i Szkolnictwa Wyższego, Złotej Odznaki Honorowej NOT oraz Honorowej Odznaki SITSpoż.

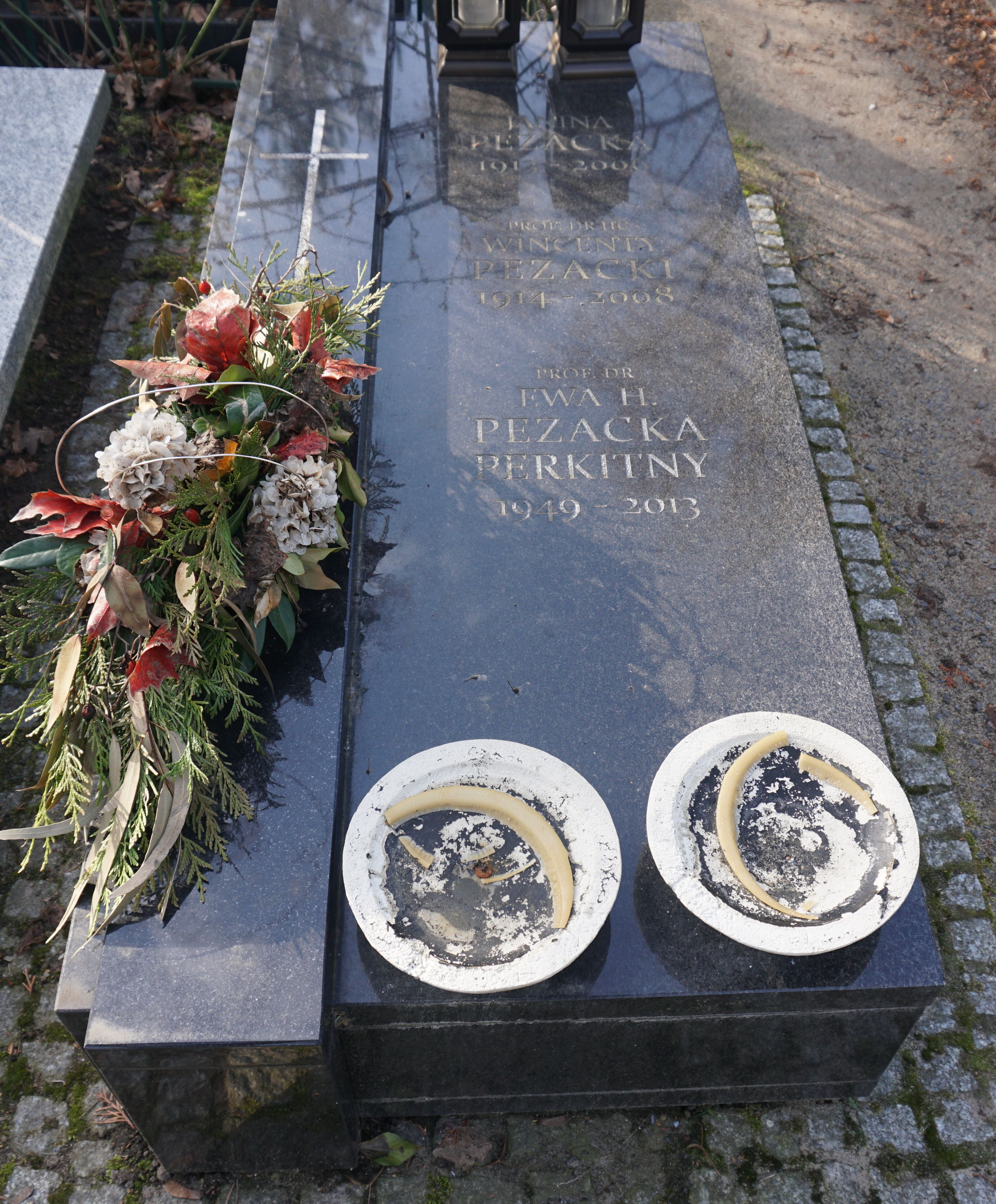
grób prof. Wincentego Pezackiego i Ewy Pezackiej-Perkitny na cmentarzu Sołackim